# Faucaria
Faucaria Schwantes, 1926 è un genere di piante succulente appartenente alla famiglia delle Aizoaceae, originario del Sudafrica, in particolare della Provincia del Capo e del Karoo.
Il nome Faucaria deriva dal latino fauces per la somiglianza delle foglie a fauci di belve feroci.

## Tassonomia
Il genere comprende le seguenti specie:
- Faucaria bosscheana (A.Berger) Schwantes
- Faucaria britteniae L.Bolus
- Faucaria felina (L.) Schwantes
- Faucaria gratiae L.Bolus
- Faucaria nemorosa L.Bolus ex L.E.Groen
- Faucaria subintegra L.Bolus
- Faucaria tigrina (Haw.) Schwantes
- Faucaria tuberculosa (Rolfe) Schwantes